# Elmar Peintner

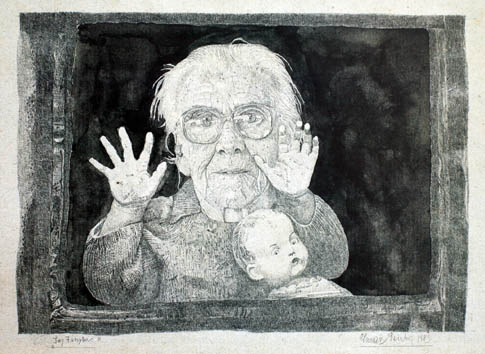
Das Fenster (Elmar Peintner, 1983)

Elmar Peintner (* 13. Oktober 1954 in Zams) ist ein österreichischer Zeichner und Maler. Er lebt und arbeitet in Imst/Tirol.

## Leben
Peintner studierte von 1974 bis 1979 an der Akademie der bildenden Künste in Wien in der Meisterklasse von Maximilian Melcher und schloss 1979 das Studium mit dem Diplom ab. 1982 zog Peintner nach Imst (Tirol), wo er lebt und arbeitet. Peintners Arbeiten wurden in zahlreichen Katalogen und Büchern publiziert und mit vielen nationalen und internationalen Preisen ausgezeichnet.

## Ausstellungen (Auswahl)
- 2019 8th Beijing International Art Biennial, National Art Museum of China (NAMOC), Beijing, China
- 2017 Einzelausstellung, Palazzo Ducale, Mantua, Italien, Kurator Peter Assmann (Catalogue)
- 2016 Einzelausstellung, Waltherhaus, Bozen, Italien (Catalogue)
- 2016 World in the Eyes of Chinese Artists and China in the Eyes of World Artists, Yan Huang Art Museum, Beijing, China (Catalogue)
- 2016 1st TKO International Miniprint Exhibition 2016, B-gallery, Tokyo, Art Zone Kaguraoka, Kyoto, Gallery Irohani, Osaka, Japan (Catalogue)
- 2016 2nd JOGJA International Miniprint Biennale (JIMB) 2016, Sangkring Art Project, Yogyakarta, Indonesia (Catalogue)
- 2016 Relation in PRINT #2, Tirana House, Yogyakarta, Indonesia
- 2016 8 Douro Biennial 2016, Douro, Portugal (Catalogue)
- 2016 15th Lessedra World Art Print Annual, Lessedra Gallery & Contemporary Art Projects, Sofia, Bulgaria (Catalogue)
- 2016 V. International Printmaking Competition Istanbul, Association of the Museums of Painting and Sculpture, CKM Caddebostan Cultural Center, Kadikoy, Istanbul, Turkey (Catalogue)
- 2016 Grafik im Wechsel der Techniken, Theodor von Hörmann Galerie, Imst, Austria, Kuratorin Elisabeth Maireth
- 2016 OSTEN Biennial of Drawing, Museum of Drawing, Skopje, Macedonia (Catalogue)
- 2016 Amateras Annual Paper Art Exhibition 2016, Art Alley Gallery, Sofia, Bulgaria (Catalogue)
- 2016 Experimentales von G.K.N. und Druckgrafik von Dürer bis …, Museum im Ballhaus, Imst, Austria
- 2016 13th International Biennial of Miniature Art, Cultural Centre Modern Gallery, Gornji Milanovac, Republic of Serbia (Catalogue)
- 2016 7th Lessedra International Painting & Mixed Media Competition, Lessedra Gallery & Contemporary Art Projects, Sofia, Bulgaria (Catalogue)
- 2015 6th Beijing International Art Biennial, National Art Museum of China (NAMOC), Beijing, China
- 2015 Einzelausstellung, “Changes and Transformations”, Vertretung der Europaregion Tirol - Südtirol -Trentino, Brusseles, Belgium
- 2015 Tokyo International Mini-Print Triennal 2015, Tama Art University, Japan, (Catalogue)
- 2015 18th International Print Biennial Varna 2015, Varna City Art Gallery, Varna, Bulgaria (Catalogue)
- 2015 35th Mini Print International of Cadaques, Adogi Gallery, Barcelona, Spain (Catalogue)
- 2015 14th Lessedra World Art Print Annual, Lessedra Gallery & Contemporary Art Projects, Sofia, Bulgaria (Catalogue)
- 2015 “SOS Edition”, Galerie Burg Hasegg, Hall, Austria
- 2015 2nd Global Print 2015, Douro, Portugal (Catalogue)
- 2015 7th AMATERAS Annual Paper Art Exhibition, Art Alley Gallery, Sofia, Bulgaria (Catalogue)
- 2014 Einzelausstellung, “ENIGMA”, Tiroler Landesmuseum Ferdinandeum, Innsbruck, Austria, Kurator Günther Dankl (Catalogue)
- 2014 VII Bienaldouro 2014, „7a Bienal Internacional de Gravura –Douro 2014“, Douro Museum, Alijó, Portugal (Catalogue)
- 2014 13th Lessedra World Art Print Annual, Lessedra Gallery & Contemporary Art Projects, Sofia, Bulgaria (Catalogue)
- 2014 Einzelausstellung, Schlossmuseum Landeck, Austria
- 2014 Einzelausstellung, KIND-SEIN, SOS-Kinderdorf Hermann-Gmeiner-Akademie, Innsbruck, Austria
- 2014 5th International Exhibition of Prints, Ottawa School of Art, Ottawa, Canada (Catalogue)
- 2014 PARALLELEN, Klimahaus Bremerhaven 8° Ost, Bremerhaven, Deutschland
- 2014 35th International Impact Art Festival, Kyoto City Museum, Kyoto, Japan (Catalogue)
- 2004 Transform, Tiroler Landesmuseum Ferdinandeum, Innsbruck
- 1980 Galerie Elefant, Landeck (Personale, Katalog)
- 1979–80 „Geist und Form IX“, Kunstforum Ebendorf - Wien, Graz, Salzburg, Innsbruck, Linz

## Auszeichnungen (Auswahl)
- 1976 Begabtenstipendium der Akademie der Bildenden Künste, Wien, Österreich
- 1977 Goldener Fügerpreis, Wien, Österreich
- 1979 Uitgeverij Danthe Preis, Belgien
- 1979 Meisterschulpreis, Wien, Österreich
- 1980 Preis des Polnischen National-Museums bei der 8. Internationalen Grafikbiennale in Krakau, Polen
- 1981 Preis der 11. Internationalen Grafikbiennale Sint Niklaas, Belgien
- 1982 1. Preis beim Kunstpreis der Stadt Innsbruck, Innsbruck, Österreich
- 1984 Förderpreis der internationalen Grafiktriennale „Intergrafik 84“, Berlin, Deutschland
- 1984 1. Preis bei der II. Europäischen Triennale für Grafik, Grado, Italien
- 1989 Preis der Creditanstalt bei „Fingerprints`89“, Wien, Österreich
- 1992 Preis der IWA-Stiftung bei der Grafikbiennale Ostrava-Havirov, Tschechien
- 1992 und 1993 Preisträger bei den internationalen Grafikausstellungen Napa Art Center, Napa, Kalifornien, USA
- 1995 Goldmedaille bei der II. Internationalen Grafikausstellung in Stockholm, Schweden
- 2002 1. Preis bei der IV. SACHA 2002, Chavantes, São Paulo, Brasilien
- 2004 1. Preis bei der 3. Biennale „Lilla Europa 2004“, Hallsberg und Örebro, Schweden
- 2005 Sonderpreis bei der 4. LESSEDRA WORLD ART PRINT EXHIBITION 2005, Sofia, Bulgarien
- 2006 Goldenes Ehrenzeichen für Verdienste um die Republik Österreich
- 2008 Preis der Internationalen Graphikausstellung Yunnan 2008, Kunming, China
- 2009 Internationaler Graphikpreis Guanlan bei der II. Internationalen Graphikbiennale * Guanlan 2009, Shenzhen/Hongkong, China
- 2009 Preis bei der 1. Internationalen Graphik Biennale – China 2009, Fushun City, China
- 2013 Ehrenzeichen des Landes Tirol, Österreich
- 2016 Ehrenzeichen der Stadt Landeck für Kunst und Kultur